# Station Golub-Dobrzyń
Station Golub-Dobrzyń was een spoorwegstation in de Poolse plaats Golub-Dobrzyń.